# Зац Олександр Вікторович
Олекса́ндр Ві́кторович Зац (нар. 8 вересня 1976, Донецьк, УРСР, СРСР) — український політик, член Партії регіонів.

## Освіта
1998 р. — Донецький державний університет, гірничий інженер-механік.

## Трудова діяльність
1998–1999 рр. — менеджер, директор з розвитку технологій ЗАТ ВО «Київ-Конті».
06.1999-05.2001 рр. — провідний спеціаліст виконавчого апарату Донецької обласної ради.
05.2001-04.2002 рр. — заступник керівника секретаріату виконавчого апарату Донецької обласної ради.
04.2002-04.2006 рр. — заступник голови Донецької обласної ради.

## Депутатська діяльність
Народний депутат України V скликання з кінця травня 2006 року. Обраний від Партії регіонів.
Народний депутат України VI скликання з 22 березня 2010 року. Обраний від Партії регіонів (№ 193).
Народний депутат України VII скликання з 25 грудня 2012 року. Обраний від Партії регіонів (№ 77).

## Нагороди
2004 р. — Почесна грамота Кабінету міністрів України

## Сім'я
Дружина — Єлизавета Аркадіївна (1983 р.н.)
Син — Олександр (2002 р.н.)